# Coppa di Francia 1990-1991
La 74ª edizione della Coppa di Francia, quella del 1990-1991, fu vinta dall'AS Monaco

## Risultati

### Trentaduesimi di finale
| Squadra 1               | Risultato       | Squadra 2           |
| ----------------------- | --------------- | ------------------- |
| Mulhouse                | 0 - 1           | Nantes              |
| Cannes                  | 2 - 1 (dts)     | Orléans             |
| Niort                   | 1 - 0           | Caen                |
| Bourges                 | 1 - 0           | Bordeaux            |
| Rouen                   | 1 - 0           | Rennes              |
| Angers                  | 2 - 0           | Olympique Lione     |
| Olympique Saint-Quentin | 0 - 2           | Auxerre             |
| Dunkerque               | 2 - 3           | Nancy               |
| Avignon Football 84     | 0 - 4           | Tolone              |
| Monaco                  | 1 - 0           | Saint-Seurin        |
| Tolosa                  | 3 - 1           | Bastia              |
| Olympique Marsiglia     | 4 - 1           | Strasburgo          |
| Lilla                   | 4 - 2           | Épinal              |
| Digione                 | 3 - 1           | Nizza               |
| Stade montois           | 2 - 3           | Metz                |
| Wasquehal               | 0 - 1           | Paris Saint-Germain |
| Avranches               | 1 - 2           | Sochaux             |
| US Vénissieux           | 0 - 2 (dts)     | Brest               |
| US Mandelieu            | 0 - 6           | Saint-Étienne       |
| Red Star                | 1 - 2           | Tours               |
| Istres                  | 0 - 1           | Rodez               |
| Gueugnon                | 1 - 1 (7-6 dcr) | Chaumont            |
| US Melun                | 1 - 2 (dts)     | Beauvais            |
| ÉSA Brive               | 0 - 2 (dts)     | Olympique Alès      |
| Troyes                  | 1 - 2 (dts)     | FC Annecy           |
| Stade Briochin          | 2 - 2 (4-5 dcr) | Laval               |
| Arles                   | 0 - 3           | Gazélec Ajaccio     |
| Rochefort               | 0 - 3           | Valenciennes        |
| Stade Plabennecois      | 1 - 4           | Le Mans             |
| US Fécamp               | 1 - 1 (5-3 dcr) | Amiens              |
| SC Châteauroux          | 3 - 1           | Saint-Priest        |
| Montagnarde             | 0 - 2           | Montpellier         |

### Sedicesimi di finale
| Squadra 1           | Risultato       | Squadra 2           |
| ------------------- | --------------- | ------------------- |
| Auxerre             | 1 - 0           | Saint-Étienne       |
| Lilla               | 1 - 3           | Monaco              |
| Montpellier         | 0 - 1           | Niort               |
| Annecy              | 1 - 0 (dts)     | Nancy               |
| Rodez               | 1 - 1 (4-3 dcr) | Metz                |
| Tours               | 1 - 0           | Tolosa              |
| Paris Saint-Germain | 1 - 0           | Bourges             |
| Digione             | 0 - 3           | Olympique Marsiglia |
| Beauvais            | 0 - 3           | Brest               |
| Cannes              | 3 - 0           | Valenciennes        |
| Sochaux             | 2 - 1dts        | Angers              |
| US Fécamp           | 1 - 1 (3-4 dcr) | Nantes              |
| SC Châteauroux      | 0 - 1dts        | Tolone              |
| Olympique Alès      | 0 - 0 (1-4 dcr) | Gueugnon            |
| Gazélec Ajaccio     | 2 - 0           | Rouen               |
| Le Mans             | 1 - 2dts        | Laval               |

## Ottavi di finale
| Squadra 1           | Risultato   | Squadra 2           |
| ------------------- | ----------- | ------------------- |
| Brest 29            | 1 - 2       | Nantes              |
| Tolone              | 2 - 3       | Monaco              |
| Sochaux             | 1 - 1 (dts) | Auxerre             |
| Paris Saint-Germain | 0 - 2       | Olympique Marsiglia |
| Gazélec Ajaccio     | 0 - 1       | Cannes              |
| Tours               | 0 - 1       | Gueugnon            |
| Niort               | 2 - 1       | Laval               |
| Annecy              | 0 - 2       | Rodez               |

## Quarti di finale
| Squadra 1 | Risultato   | Squadra 2           |
| --------- | ----------- | ------------------- |
| Cannes    | 1 - 2       | Monaco              |
| Nantes    | 1 - 2 (dts) | Olympique Marsiglia |
| Gueugnon  | 1 - 0       | Niort               |
| Rodez     | 2 - 1       | Sochaux             |

## Semifinali
| Squadra 1           | Risultato | Squadra 2 |
| ------------------- | --------- | --------- |
| Monaco              | 5 - 0     | Gueugnon  |
| Olympique Marsiglia | 4 - 1     | Rodez     |

| Arbitro: | Gérard Biguet |

|                                                  |           |  |
| Weah 21’, 37’ Djorkaeff 60’ Passi 70’ Sauzée 76’ | Marcatori |  |

| Arbitro: | Marcel Lainé |

|                                    |           |             |
| Papin 19’, 22’, 32’ Vercruysse 58’ | Marcatori | 79’ Pradier |

## Finale
| Squadra 1 | Risultato | Squadra 2           |
| --------- | --------- | ------------------- |
| Monaco    | 1 - 0     | Olympique Marsiglia |

| Arbitro: | Joël Quiniou |

|           |           |  |
| Passi 90’ | Marcatori |  |